# Tablice rejestracyjne w Związku Radzieckim
Radzieckie tablice rejestracyjne wydawano w Rosji Radzieckiej i później w ZSRR (podobnie jak przed rewolucją październikową w Imperium Rosyjskim) wszystkim pojazdom, które poruszały się po drogach publicznych, w tym – oprócz pojazdów silnikowych – do pewnego momentu także rowerom i pojazdom konnym (np. dorożkom).

## Przed II wojną światową
Pierwszym miastem Imperium Rosyjskiego, w którym pojawiły się tablice rejestracyjne na samochodach, była Ryga w 1904 roku, następnie wprowadzano je także w innych miastach. W 1910 roku car Mikołaj II ratyfikował międzynarodową konwencję paryską z 1909 roku i odtąd wprowadzono obowiązek rejestracji samochodów na terenie całego kraju, lecz wykonywały go władze lokalne i nie było jednolitego systemu numeracji. Z powodu niewielkiej liczby samochodów, tablice ograniczały się do samych numerów, które co roku były zmieniane (w Moskwie i Petersburgu doszło do numerów czterocyfrowych). Taki też system obowiązywał po rewolucji październikowej i ustabilizowaniu się sytuacji w kraju w latach 20. Pod koniec lat 20. w Moskwie, z uwagi na rosnącą liczbę samochodów, wprowadzono tablice z literą i dwoma parami cyfr (czarne znaki na białym tle).
Tablice początkowo nie miały jednolitego systemu oznakowania w całym kraju, dopiero w 1932 wprowadzono w całym kraju „moskiewski” system oznaczeń składających się z jednej litery i dwóch par cyfr, oddzielonych kreskami. Tablice te były białe, a znaki malowane były czarną farbą. Zadania rejestracji samochodów powierzono od tego roku milicji, zamiast (jak do tej pory) władzom lokalnym.
System ten nie uchował się jednak długo, gdyż w 1934 zastąpiono go (zachowując czarne znaki na białym tle) systemem pięciocyfrowym, z napisaną pod cyframi mniejszymi literami nazwą miasta okręgowego (jednego z 45 na terytorium całego państwa). Tablice te w wersji dla motocykli miały nieco mniejszy rozmiar, niż te dla samochodów.

W 1936 dokonano kolejnej zmiany systemu oznaczeń: pojawiły się tablice koloru czarnego z białymi znakami: dwie pierwsze litery, kolejne cztery – cyfry (dwie pary). Pierwsza litera oznaczała region. Na przedniej tablicy znaki malowane były w jednym rzędzie, na tylnej – w dwóch (w górnym rzędzie były litery, cyfry na środku). Rejestrację samochodów powierzono od tej pory nowo utworzonej Państwowej Inspekcji Samochodowej (GAI). System ten obowiązywał do końca II wojny światowej. Pojazdy wojskowe miały swój własny, odmienny system oznaczeń (litera i pięć cyfr, rozdzielone przykładowo: A-9-99-99 – stosowane do początku lat 60.).

## Po II wojnie światowej
Po wojnie tablice w ZSRR wydawano w trzech seriach w kolejnych okresach: od 1946, od 1959 i od 1981.

### od 1946
System obowiązujący od 1946 do 1959 (w niektórych okręgach kraju nawet do początku lat 60.) nawiązywał bezpośrednio do tego z roku 1936. Tak jak dotąd oznaczano pojazdy dwiema literami alfabetu rosyjskiego i czterema cyframi w dwóch grupach po dwie cyfry rozdzielonymi kreseczką (dywizem). Rozmiary tablic były następujące: tylna tablica motocyklowa (przednich w motocyklach nie stosowano) – 210×140 mm, przednia samochodowa – 385×110 mm, tylna samochodowa – 287×168 mm. Na tablicach tylnych znaki malowano w dwóch rzędach: w górnym litery, w dolnym cyfry. Na tylnych klapach skrzyni niektórych ciężarówek malowano dodatkowo w jednym rzędzie powtórzenie oznakowania tablicy wielkimi znakami. Tablice przednie zawierały wszystkie znaki w jednym rzędzie. Litery na tablicy rejestracyjnej (tak przedniej, jak i tylnej) miały rozmiar nieco mniejszy od cyfr i były malowane nieco wyżej. Tło tablic było żółte, a znaki miały kolor czarny. Wyjątkiem jednak były pojazdy prywatne i służbowe (m.in. rządowe) zarejestrowane w Moskwie, których tablice miały tło czarne, a litery i cyfry białe.
Państwowa Inspekcja Samochodowa ZSRR wydała w 1966 zarządzenie zobowiązujące wszystkich użytkowników pojazdów z żółtymi tablicami do wymiany tablic na nowe. Zarządzenie to jednak nie było bardzo restrykcyjnie przestrzegane, dlatego pojazdy z tymi oznaczeniami spotykane były w niektórych okolicach kraju jeszcze w latach osiemdziesiątych.

### od 1959
Od 1959 roku rozpoczęto w ZSRR wydawanie tablic według nowego standardu. Wszystkie (tak w Moskwie, jak w innych okolicach kraju) miały czarne tło i białe znaki: cztery cyfry (dwie grupy po dwie z kreseczką pomiędzy nimi) i trzy litery z alfabetu rosyjskiego. Tak jak poprzednio, rozmiar liter był mniejszy od cyfr (ale znajdowały się niżej, niż w poprzednim standardzie). Rozmiar tablic motocyklowych nie zmienił się, natomiast przednie tablice samochodowe uzyskały rozmiary 467×112 mm, a tablice tylne (samochodowe oraz tablice przyczep i naczep) – 293×174 mm. Tak jak poprzednio, tablice przednie były jednorzędowe, a tylne – dwurzędowe (u góry cyfry, na dole litery).
Pojazdy wojskowe spotykane na drogach i ulicach w Polsce i innych krajach bloku wschodniego, obsługujące stacjonujące w tych krajach garnizony Armii Czerwonej, od początku lat 60. również miały tablice czarne i białe znaki, ale po czterech cyfrach znajdowały się tylko dwie litery.
Właściciele pojazdów, w których oznaczeniach rejestracyjnych występowały litery alfabetu rosyjskiego nieznane w alfabecie łacińskim (jak Б, Г, Д, Ж, З, И itp.), jeśli planowali wyjazd poza granice ZSRR, byli zobowiązani do wymiany tablic na takie, w których występowały tylko takie litery, które używane są także w alfabecie łacińskim (jak A, E, K, M, O, T itp.), choćby w języku rosyjskim niektóre z tych liter oznaczały głoski o zupełnie innym brzmieniu, niż w językach posługujących się alfabetem łacińskim (jak B, C, H, P, X). Do zasady używania tylko liter łacińskich nie stosowały się władze wojskowe wobec swoich pojazdów jeżdżących poza granicami ZSRR.

### od 1981
Od końca 1980 roku kolor tablic zmieniono na biały, a liter i cyfr – na czarny. Tablice obejmowały cztery cyfry, dwie litery oznaczające region i dodatkową literę, lecz ich rozmieszczenie różniło się w zależności od tego, czy samochód był prywatny, czy państwowy. Pojazdy państwowe i należące do przedsiębiorstw miały numery w układzie cztery cyfry + trzy litery, ale w odróżnieniu od poprzednich tablic, rozmiary cyfr i liter były jednakowe i nie rozdzielano cyfr ani liter żadnymi dodatkowymi znakami. Inne pojazdy, zaopatrywane w tablice z serii standardowej, otrzymywały oznaczenie w układzie: 1 litera + 4 cyfry + 2 litery, przy czym, choć grupy cyfr i liter nie były niczym rozdzielane, to pierwsza litera miała pomniejszony rozmiar. Tablice przednie były prostokątne (zapis znaków w jednym rzędzie), tylne – kwadratowe dwurzędowe. Inaczej niż poprzednio oznakowano przyczepy i naczepy: uzyskały one tablice z czterema cyframi i dwiema literami; kształt tablic dla tych pojazdów był sześciokątem (jak po odcięciu obu dolnych narożników prostokąta); w górnej części tablicy umieszczano cztery cyfry, a na dole (w węższej części) dwie litery. Używano także tymczasowych oznaczeń tzw. „tranzytowych” w postaci papierowych arkuszy papieru umieszczanych za szybą przednią i tylną pojazdu; oznaczenia te składały się z trzech liter i czterech cyfr.
Po rozpadzie ZSRR radzieckie tablice wykorzystywano jeszcze przez kilka lat w państwach powstałych w jego miejsce. Były one w użyciu do około 1994 roku; wówczas wszystkie te państwa (w tym także największe z nich – Rosja) wprowadziły swoje własne, całkowicie nowe wzory tablic rejestracyjnych.